# Аргусов, Миран Кегамович
Миран Кегамович Аргусов (род. 25 декабря 1945, Армавир) — советский и российский кларнетист и педагог. Профессор Ростовской государственной консерватории имени С. В. Рахманинова.

## Биография
Родился 25 декабря 1945 года в Армавире в семье музыкантов. Дед, Погос Арутюнович, был народным певцом; братья отца играли на скрипке и прочих музыкальных инструментах. Мать занималась пением. Отец, работник железной дороги, также занимался танцами и выступал в составе танцевального ансамбля клуба национальных меньшинств.
Миран, однако, начал всерьёз заниматься музыкой лишь в 12 лет, поскольку его семья не могла приобрести инструменты или платить за обучение. Однако затем школа, в которой он учился, приобрела набор духовых инструментов и организовала музыкальный кружок, к которому он присоединился и начал играть на кларнете. Быстро выделился среди прочих учеников и привлёк к себе внимание С. А. Беляева, который в молодости был «первой трубой» джаз-оркестра Якова Скоморовского. Миран по совету своего старшего брата Артёма начал ходить в музыкальную школу к Беляеву.
В семнадцать лет поступил в Ростовское училище искусств, где учился у М. А. Трибуха (который ещё до революции играл в оркестре Мариинского театра) и Р. Г. Галеева (артиста симфонического оркестра Ленинградской филармонии).
В 1964 году был призван в ряды Советской армии. Играл в образцово-показательном оркестре при штабе СКВО, причём ему было разрешено параллельно пройти последние три курса в училище на заочном отделении.
С 1972 года преподавал в Ростовском культпросветучилище. В 1974 году поступил на второй курс теоретико-композиторского факультета РГМПИ, где по 1979 год обучался в классе профессора Л. П. Клиничева.
С 1977 по 1990 год работал заведующим музыкальной частью в Ростовском ТЮЗе. Долгое время сотрудничал с режиссёром Юрием Ерёминым, писал музыку для его постановок.
В 1990 году начал педагогическую деятельность в Ростовском музыкально-педагогическом институте (ныне ― Ростовская государственная консерватория имени С. В. Рахманинова). Ведёт классы кларнета и саксофона, духового и камерного ансамбля на кафедре духовых и ударных инструментов. В 2004 году становится деканом оркестрового факультета, в 2005 ― ещё и заведующим кафедрой духовых и ударных инструментов. В 1997 году становится доцентом, в 2005 ― профессором.